# Aéroport de Narvik/Harstad
 (décembre 2016).
Si vous disposez d'ouvrages ou d'articles de référence ou si vous connaissez des sites web de qualité traitant du thème abordé ici, merci de compléter l'article en donnant les références utiles à sa vérifiabilité et en les liant à la section « Notes et références ».
L'aéroport Harstad/Narvik (norvégien : Harstad/Narvik lufthavn, Evenes; (code IATA : EVE • code OACI : ENEV)) est un aéroport international situé à Evenes, en Norvège et qui dessert les villes de Harstad et de Narvik.
Il est exploité par la société d'état Avinor et a accueilli 654 977 passagers en 2013. Les principales compagnies sont Norwegian, SAS et Widerøe.

## Histoire
Les hydravions ont commencé à desservir l'aérodrome en 1935. La planification d'un aéroport a commencé dans les années 1950. Plusieurs options ont été envisagées, y compris la construction d'aéroports séparés pour chacune des deux villes. Un consensus pour un aéroport commun à Evenes se dégage au milieu des années 1960.
Evenes a été inauguré le 30 juin 1973, originellement avec une piste de 1 600 m qui est prolongée en 1977.
À partir de 1994, le transport aérien est ouvert à la concurrence et Braathens fait ses débuts sur la ligne vers Oslo. Norwegian a commencé à desservir l'aéroport en 2003 et a lancé des services réguliers internationaux en 2013.

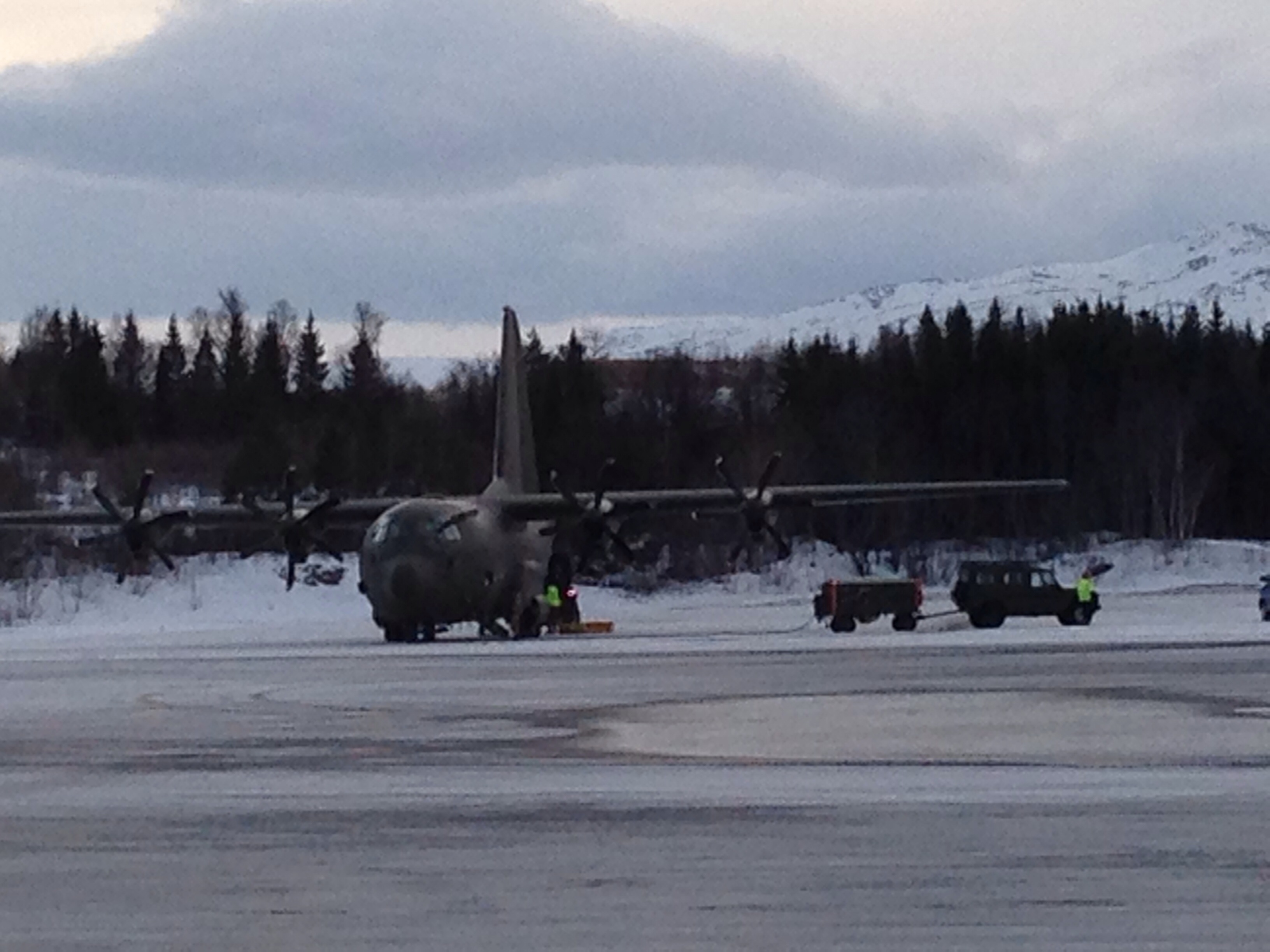
Royal Norwegian Air Force Lockheed C-130 Hercules à Evenes

## Situation

### Carte des aéroports en Norvège
Carte des principaux aéroports de Norvège (en 2019)
Le Svalbard n'est pas ici en coordonnées géographiques exactes.
| Oslo-Gardermoen Bergen Stavanger Trondheim Tromsø Bodø Sandefjord Moss Kristiansand Ålesund Haugesund Harstad/Narvik Molde Kristiansund Alta Kirkenes Bardufoss Florø Hammerfest Svalbard Plus de 10 millions Plus de 5 millions Plus de 1 million Plus de 0,4 million Moins de 0,4 million Fermé |

## Statistiques
Pour des raisons techniques, il est temporairement impossible d'afficher le graphique qui aurait dû être présenté ici.

Voir la requête brute et les sources sur Wikidata.

## Compagnies aériennes et destinations
| Compagnies            | Destinations                                                                            |
| --------------------- | --------------------------------------------------------------------------------------- |
| Air France            | En saison: Paris-Charles de Gaulle                                                      |
| Brussels Airlines     | En saison charter: Bruxelles-National                                                   |
| Danish Air Transport  | Ørland                                                                                  |
| Discover Airlines     | En saison: Francfort                                                                    |
| Helvetic Airways      | En saison: Zurich                                                                       |
| Norwegian Air Shuttle | Oslo-Gardermoen En saison : Bergen                                                      |
| Scandinavian Airlines | Oslo-Gardermoen, Stockholm-Arlanda En saison charter : La Canée I.-Daskaloyánnis,       |
| Widerøe               | Andenes-Andøya (en), Bodø, Tromsø, Trondheim En saison: Bergen, Kristiansand, Stavanger |

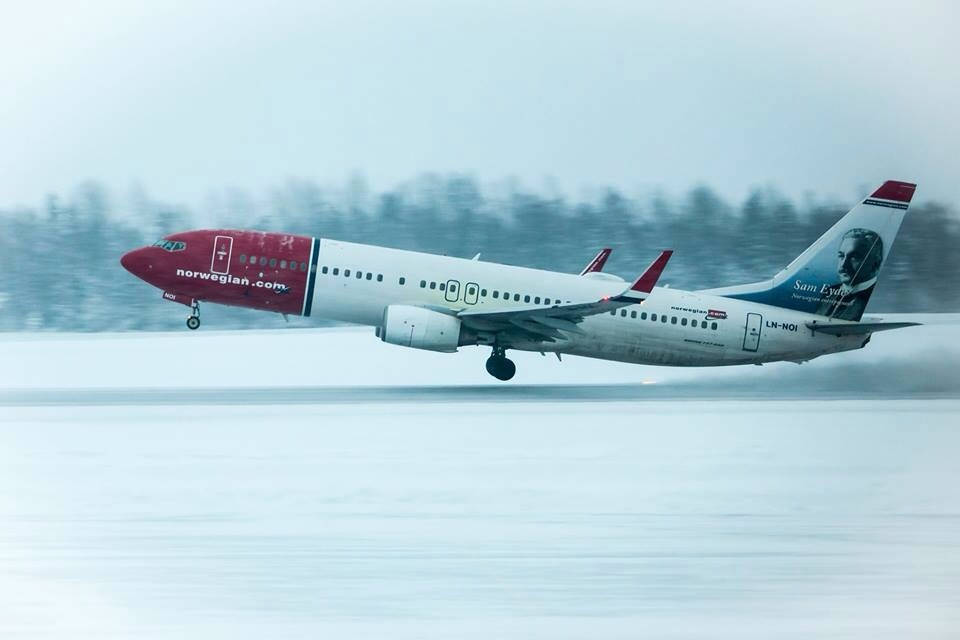
Boeing 737-800 de Norwegian Air Shuttle au décollage

Édité le 03/03/2019  Actualisé le 24/02/2023

## Intermodalité et accès

Carte de l'aéroport situé entre Bodø et Tromsø. Les marqueurs bleus montrent les emplacements possibles d'un nouvel aéroport pour les Lofoten.